# Bruin piekhaartonnetje
Het bruin piekhaartonnetje (Cercophora silvatica) is een schimmel uit de familie Neoschizotheciaceae. Het komt voor op gras- en hooilanden op uitwerpselen van koeien.

## Kenmerken
Onvolwassen sporen kleiner, 38-52 x 3-3,5 µm. Volwassen sporen met bovenste (donkere) cel 14-18 × 7-9 µm; hyaliene steel 27-36 x 3-3,5 µm.

## Verspreiding
In Nederland komt het bruin piekhaartonnetje uiterst zeldzaam voor.